# Normal (Illinois)
Normal is een plaats (town) in de Amerikaanse staat Illinois, en valt bestuurlijk gezien onder McLean County.

## Demografie
Bij de volkstelling in 2000 werd het aantal inwoners vastgesteld op 45.386. In 2006 is het aantal inwoners door het United States Census Bureau geschat op 50.681, een stijging van 5295 (11,7%).

## Geografie
Volgens het United States Census Bureau beslaat de plaats een oppervlakte van 35,5 km², waarvan 35,3 km² land en 0,2 km² water.

## Naam
De naam van de plaats is ontleend aan de normaalschool die daar gevestigd is. De betekenis normaal kan mensen op het verkeerde been zetten, zoals in een in Amerika bekende krantenkop van de Chicago Tribune: 'Oblong Man Marries Normal Woman'. Een man uit het eveneens in de staat Illinois gelegen plaatsje Oblong trouwde met een vrouw afkomstig uit Normal. De aardigheid bestaat hier uit het feit dat betreffende (plaats)namen allebei ook aanduidingen zijn van een bepaald formaat. De krantenkop lijkt in eerste instantie hier naar te verwijzen in plaats van naar de geografische afkomst van de beide mensen.

## Economie
In Normal is een autoassemblagefabriek van Mitsubishi gelegen. In 1988 startte de productie en op de piek werkten er zo'n 3000 mensen. In 2015 heeft Mitsubishi de productie gestaakt en 1000 medewerkers verloren hun baan. De fabriek werd in 2017 overgenomen door Rivian voor de productie van elektrische voertuigen. Rivian heeft de faciliteiten flink uitgebreid en de fabriek heeft in 2021 een capaciteit van 150.000 voertuigen per jaar.

## Plaatsen in de nabije omgeving
De onderstaande figuur toont nabijgelegen plaatsen in een straal van 16 km rond Normal.

## Geboren
- Lloyd Gaston Smith (1891–1958), ondernemer
- Ellen Crawford (29 april 1951), actrice